# Bathyraja

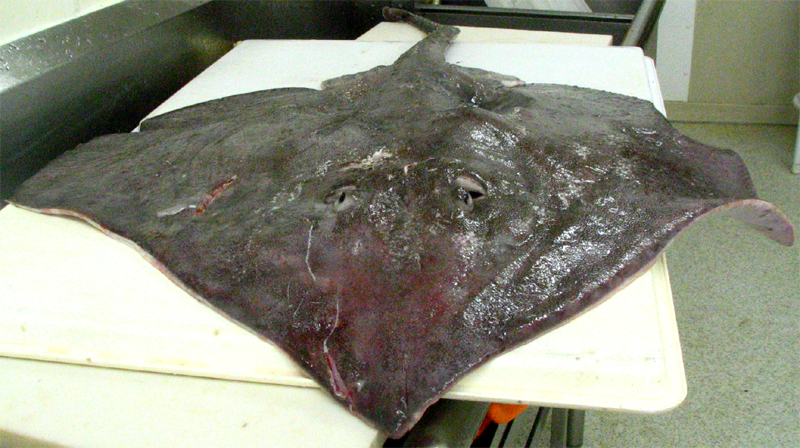
Bathyraja spinicauda

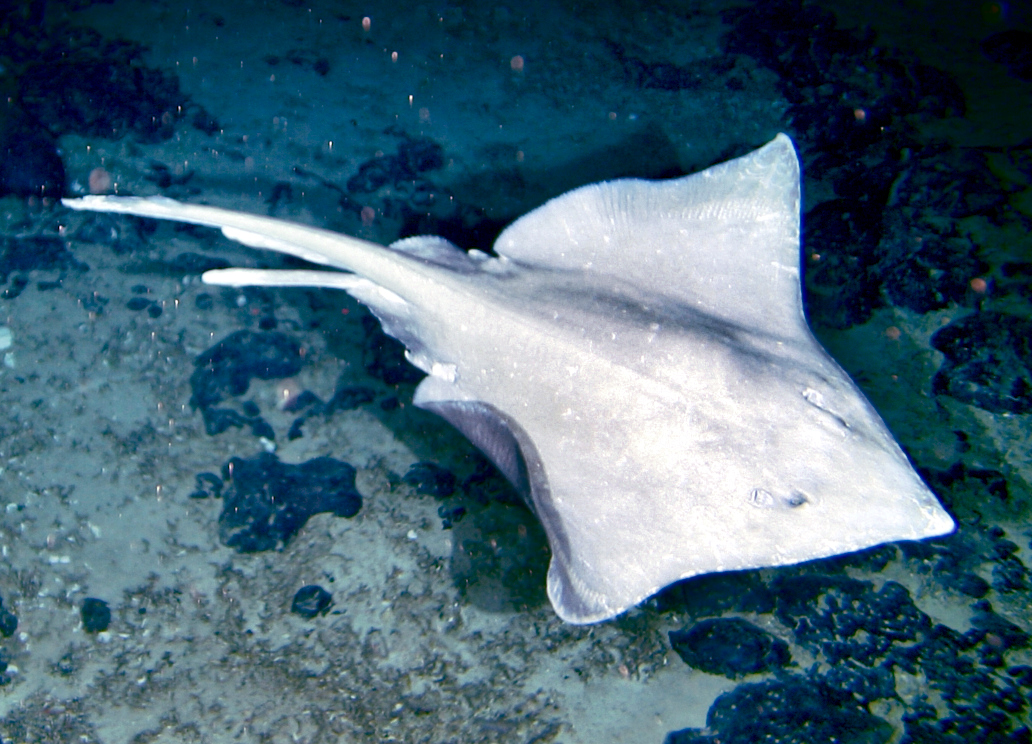
Bathyraja richardsoni

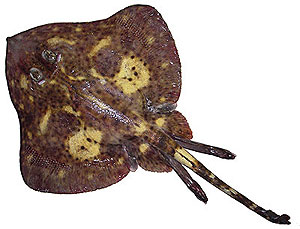
Bathyraja mariposa

Bathyraja és un gènere de peixos de la família dels raids i de l'ordre dels raïformes.

## Taxonomia
- Bathyraja abyssicola (Gilbert, 1896)[3]
- Bathyraja aguja (Kendall & Radcliffe, 1912)[4]
- Bathyraja albomaculata (Norman, 1937)[5]
- Bathyraja aleutica (Gilbert, 1896)[6]
- Bathyraja andriashevi (Dolganov, 1985)[7]
- Bathyraja bergi (Dolganov, 1985)[7]
- Bathyraja brachyurops (Fowler, 1910)[8]
- Bathyraja caeluronigricans (Ishiyama & Ishihara, 1977)[9]
- Bathyraja cousseauae (Díaz de Astarloa, Juan Martín, Mabragana & Ezequiel, 2004)[10]
- Bathyraja diplotaenia (Ishiyama, 1952)[11]
- Bathyraja eatonii (Günther, 1876)[12]
- Bathyraja fedorovi (Dolganov, 1985)[7]
- Bathyraja griseocauda (Norman, 1937)[5]
- Bathyraja hesperafricana (Stehmann, 1995)[13]
- Bathyraja hubbsi (Ishihara & Ishiyama, 1985)
- Bathyraja interrupta (Gill & Townsend, 1897)[14]
- Bathyraja irrasa (Hureau & Ozouf-Costaz, 1980)[15]
- Bathyraja isotrachys (Günther, 1877)[16]
- Bathyraja lindbergi (Ishiyama & Ishihara, 1977)[9]
- Bathyraja longicauda (De Buen, 1959)[17]
- Bathyraja maccaini (Springer, 1971)[18]
- Bathyraja macloviana (Norman, 1937)[5]
- Bathyraja maculata (Ishiyama & Ishihara, 1977)[9]
- Bathyraja magellanica (Philippi, 1902)[19]
- Bathyraja mariposa (Stevenson, Orr, Hoff & McEachran, 2004)[20]
- Bathyraja matsubarai (Ishiyama, 1952)[11]
- Bathyraja meridionalis (Stehmann, 1987)[21]
- Bathyraja minispinosa (Ishiyama & Ishihara, 1977)[9]
- Bathyraja multispinis (Norman, 1937)[22]
- Bathyraja murrayi (Günther, 1880)[23]
- Bathyraja notoroensis (Ishiyama & Ishihara, 1977)[9]
- Bathyraja pallida (Forster, 1967)[24]
- Bathyraja papilionifera (Stehmann, 1985)[25][26]
- Bathyraja parmifera (Bean, 1881)[27]
- Bathyraja peruana (McEachran & Miyake, 1984)[28]
- Bathyraja pseudoisotrachys (Ishihara & Ishiyama, 1985)
- Bathyraja richardsoni (Garrick, 1961)[29]
- Bathyraja scaphiops (Norman, 1937)[5]
- Bathyraja schroederi (Krefft, 1968)[30]
- Bathyraja shuntovi (Dolganov, 1985)
- Bathyraja simoterus (Ishiyama, 1967)[31]
- Bathyraja smirnovi (Soldatov & Pavlenko, 1915)
- Bathyraja smithii (Müller & Henle, 1841)[32]
- Rajada de cua espinosa (Bathyraja spinicauda) (Jensen, 1914)[33]
- Bathyraja spinosissima (Beebe & Tee-Van, 1941)[34]
- Bathyraja taranetzi (Dolganov, 1985)[35]
- Bathyraja trachouros (Ishiyama, 1958)[36]
- Bathyraja trachura (Gilbert, 1892)[37]
- Bathyraja tzinovskii (Dolganov, 1985)[7]
- Bathyraja violacea (Suvorov, 1935)[38][39][40][41][42][43][44]